# 結神社
結神社（むすぶじんじゃ）は、岐阜県安八郡安八町にある神社。

## 概要
古くから生産、縁結びなどにご利益があるという。近年は縁結び、恋愛の神社として知られ、正月三が日は賑わう。
鎌倉と京の都を結ぶ「鎌倉街道」沿いにあり、かつては結大明神として、美濃国の歌枕として古くから知られていた。十六夜日記の阿仏尼や、一条兼良ら詠った和歌に「結ぶ神」として表されている。
織田信長はこの結大明神を信仰しており、天正3年（1575年）、長篠の戦いの際、7日間の戦勝祈願を行なっている。

## 祭神
- 天之御中主神
- 高御産巣日神
- 神産巣日神
- 猿田彦命
  - 猿田彦命は江戸時代に合祀される

- 天之常立神
  - 天之常立神は本殿裏の磐座に鎮座

## 文化財
- 神像群[1]

## 所在地
- 岐阜県安八郡安八町西結584
  - 樽見鉄道横屋駅より約1.5km
  - 安八コミュニティバス（安八町運行のコミュニティバス）北回り線「町屋」又は「津村方」バス停徒歩2分
  - 国道21号「横屋」交差点を南下。約1km

## 歴史

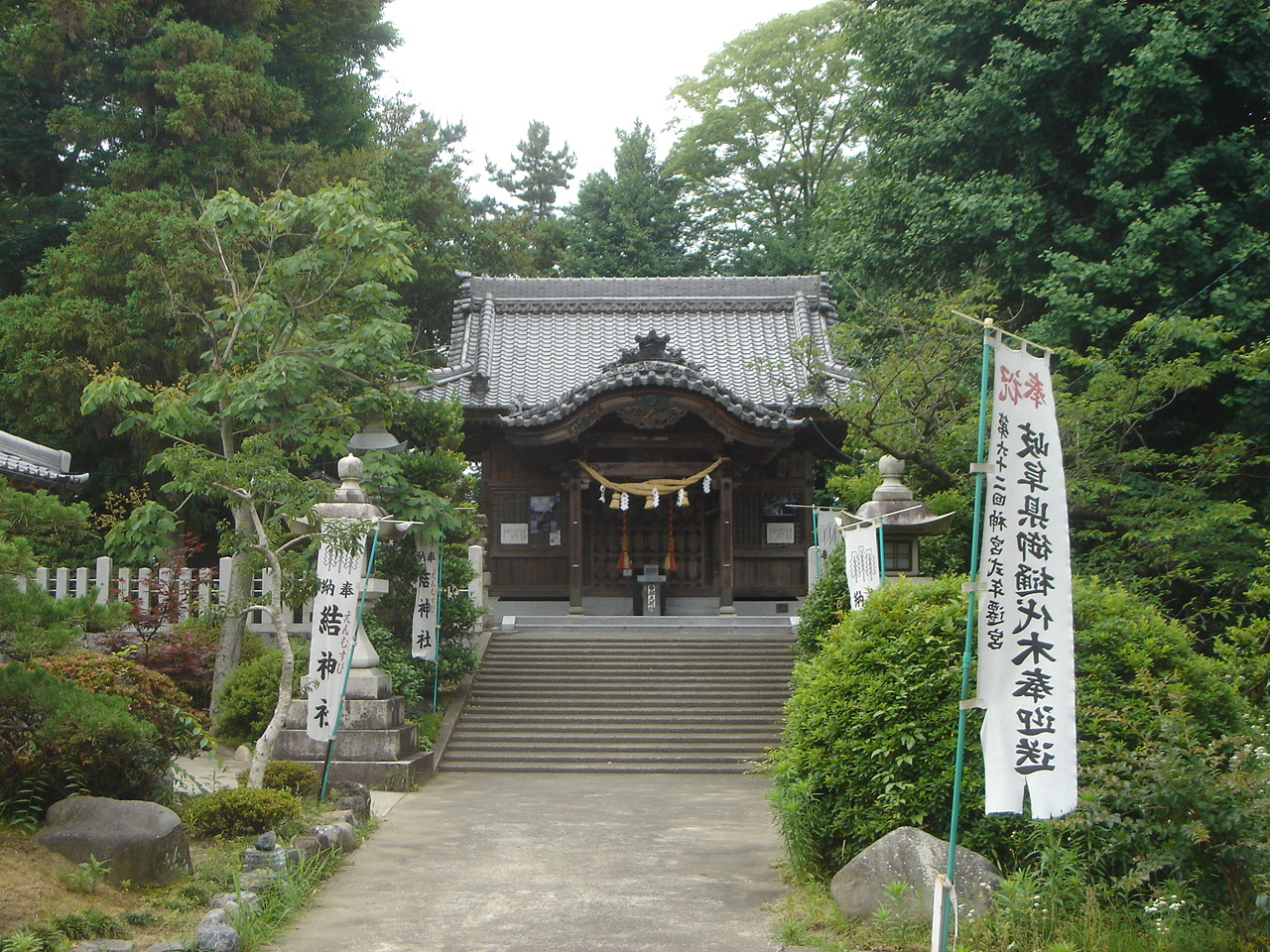
(撮影：2007年)

- 平安時代の嘉応年間（1169年～1171年）創建。一説では奈良時代ともいう。
- 明治36年（1903年）、揖斐川の河川改修の為、現在地へ移転。このころ、「結大明神」から「結神社」に改称。

## その他
- 結神社には、歌舞伎、浄瑠璃の演目「小栗判官照手姫」で有名な、照手姫と小栗判官小次郎助重の伝説が伝わっている。

永享～嘉吉年間（1429年～1446年）、照手姫は相模国から一時この地に逃れていた。自分の守り本尊（黄金仏）の導きで「結大明神」にたどり着き、7日間の願をかける。満願の日、結大明神が現れ、「そなたの願いを叶えよう。そなたの守り本尊はこの地に縁があり、こうして導かれたのである。この守り本尊をこの地に鎮座しなさい。」と告げたという。照手姫は、小栗判官小次郎助重と結ばれることを望み、「結大明神」に守り本尊を納める。やがてこの願いは叶えられたという。
照手姫の守り本尊は「結大明神」に奉納され、十一面観世音菩薩の額に取り付けられる。結神社に祭られていたが、結神社の移転に伴い、別の場所で祭られることとなる。現在は、結神社の南約100mにある「町屋観音堂」に祭られている。
- 阿仏尼は1277年（建治3年）にこの地を訪れ、和歌を残している。

　　守れただ契り結ぶの神ならばとけぬ恨みにわれ迷はさで
- 神主は常駐していない。また御札、御守りなどは隣接する大平工業で扱っている（休日を除く）。

## 事件
- 2012年10月12日から13日にかけて同神社の本殿内から、安八町の文化財に指定されている神像17体が盗まれているのが見つかり、岐阜県警が窃盗事件として捜査を行っていた[2][3]が、同年12月25日朝に神社境内で白い袋に入った神像17体が見つかり、24日から25日朝までに盗んだ犯人が返したとみられている[4]。